# Eric Edwards
Eric Edwards (ur. 30 listopada 1945 w Grand Rapids) – amerykański aktor, reżyser, scenarzysta i producent filmów pornograficznych.

## Życiorys

### Wczesne lata
Urodził się w Grand Rapids w stanie Michigan. Jego ojciec pracował w firmie produkującej papierowe pudełka i ze względu na charakter pracy przeprowadzał się z rodziną 13 razy, zanim Eric wstąpił do college’u. Uczył się aktorstwa w Baylor College w Waco w Teksasie. Brał udział w rywalizacji o stypendium American Broadcasting Company. Znalazł się na liście 16. spośród 24 tys. kandydatów i zdobył dwuletnie stypendium w American Academy of Dramatic Arts w Nowym Jorku. W 1967 otrzymał dyplom ukończenia wydziału aktorskiego od Helen Hayes. Wkrótce podpisał kontrakt z William Morris Agency. Przez następne osiem lat grał w teatrze regionalnym i letnim, a także pojawiał się w reklamach telewizyjnych, w tym Gillette, zabawek Coleco i pasty do zębów Close-Up. 

### Kariera
Pod koniec lat sześćdziesiątych przyjął propozycję udziału w magazynie porno „Screw”. W 1969 rozpoczął karierę filmową w branży porno, występując z Lindą Lovelace. 
Wziął udział w ponad 500 produkcjach, w tym w Fireworks Woman (1975) w reżyserii Abe Snake z Jamiem Gillisem, Laura’s Toys (1975), Debbie Does Dallas (1978) z Hershelem Savage, uhonorowanej X-Rated: The Greatest Adult Movies of All Time (2015) w kategorii „Jeden z najlepszych filmów dla dorosłych wszech czasów” i nominowanej do AVN Awards (2010) w kategorii „Najlepsza realizacja klasyczna”, czy Babylon Pink (1979), która zdobyła nagrodę AFAA (Adult Film Association of America - 1979) w kategorii „Najlepszy film”. 
W 1985 zasiadł po drugiej stronie kamery jako reżyser.

## Życie prywatne
20 maja 1967 ożenił się z Chris Jordan, lecz rozwiódł się. Był też żonaty z Arcadią Lake. W 1986 poślubił Renee Summers.

## Nagrody i wyróżnienia
| Rok  | Nagroda                    | Kategoria                                 | Film                                                  | Inni wykonawcy | Rezultat  |
| ---- | -------------------------- | ----------------------------------------- | ----------------------------------------------------- | --- | --------- |
| 1984 | Critics' Adult Film Awards | Najlepszy aktor                           | Sexcapades (1983)                                     | – | Wygrana   |
| 1984 | AVN Award                  | Najlepszy aktor                           | Sexcapades (1983)                                     | – | Nominacja |
| 1985 | XRCO Award                 | Najlepszy samotny wykonawca roku          | Great Sexpectations (1984)                            | – | Wygrana   |
| 1985 | XRCO Award                 | Najlepsza scena seksu grupowego           | Great Sexpectations (1984)                            | Chelsea Blake i Kelly Nichols                                                                                                 | Nominacja |
| 1985 | XRCO Award                 | Najlepsza scena perwersyjna               | Great Sexpectations (1984)                            | Chelsea Blake i Kelly Nichols                                                                                                 | Nominacja |
| 1985 | XRCO Award                 | Najlepsza scena seksu grupowego           | Great Sexpectations (1984)                            | Joanna Storm i Renee Summers                                                                                                  | Nominacja |
| 1985 | XRCO Award                 | Najlepszy wykonawca roku                  | Great Sexpectations (1984)                            | – | Wygrana   |
| 1985 | XRCO Award                 | XRCO Hall of Fame                         | –                                                     | – | Wygrana   |
| 1985 | AVN Award                  | Najlepszy aktor                           | X Factor (1984)                                       | – | Wygrana   |
| 1985 | AVN Award                  | Najlepsza scena seksu na wideo            | Slumber Party (1984)                                  | Ginger Lynn | Wygrana   |
| 1986 | AVN Award                  | Najlepsza scena seksu w filmie fabularnym | Dziesięć małych dzieweczek (Ten Little Maidens, 1985) | Amber Lynn, Janey Robbins, Nina Hartley, Lisa De Leeuw, Harry Reems, Jamie Gillis, Ginger Lynn, Paul Thomas i Richard Pacheco | Wygrana   |
| 1986 | AVN Award                  | Najlepszy aktor                           | Dangerous Stuff (1985)                                | – | Wygrana   |
| 1986 | Critics' Adult Film Awards | Najlepszy aktor                           | Corporate Assets (1985)                               | – | Wygrana   |
| 1986 | XRCO Award                 | Najlepszy aktor drugoplanowy              | Lust on the Orient Xpress (1986)                      | – | Wygrana   |
| 1989 | AVN Award                  | Najlepszy aktor drugoplanowy              | Bodies in Heat 2 (1989)                               | – | Wygrana   |
| 1990 | AVN Award                  | Najlepsza scena seksu w parze             | Firestorm 3 (1989)                                    | Sharon Kane | Wygrana   |
| 1991 | AVN Award                  | Najlepszy aktor                           | The Last X-rated Movie (1990)                         | – | Wygrana   |
| 2014 | Raven’s Eden Award         | Aleja Sław (Hall of Fame)                 | –                                                     | – | Wygrana   |